# لیر دو ل هی
لیر دو ل هی (به انگلیسی: Layer de la Haye) یک روستا و محله مدنی در بریتانیا است که در Colchester واقع شده‌است. لیر دو ل هی ۱٬۷۶۷ نفر جمعیت دارد.